# Luperina baxteri
Luperina baxteri är en fjärilsart som beskrevs av Smith 1909. Luperina baxteri ingår i släktet Luperina och familjen nattflyn. Inga underarter finns listade i Catalogue of Life.